# مولك (غواصة قزمية)
 كانتمولك (اللغة الألمانية: «سمندر مائي» أو «سلمندر») عبارة عن سلسلة غير ناجحة من الغواصات القزمية التي تقل رجل واحد تم إنشاؤها أثناء الحرب العالمية الثانية. بنيت في عام 1944، وكانت أول الغواصات الصغيرة من ألمانيا النازية لبحريتها كريغسمرين، ولكن لم تكن ناجحة في العمليات القتالية وتكبدت خسائر فادحة.

## وصف
استندت مولك على تقنية الطوربيد، وحملت طوربتين من طراز G7e متصلتين خارجيًا على جانبي المركبة. كانت كهربائية بالكامل وتم إنشاؤه للعمليات الساحلية، بمدى عملياتي 64 كيلومتر (35 nmi) بسرعة 5 عقدة (9.3 كم/س؛ 5.8 ميل/س) . صعب النظام المعقد للغواصة السيطرة خلال العمليات القتالية. تم تسليم أول 393 غواصة في 12 يونيو 1944 وقام ببنائها إيه جي فيزر في بريمن. 

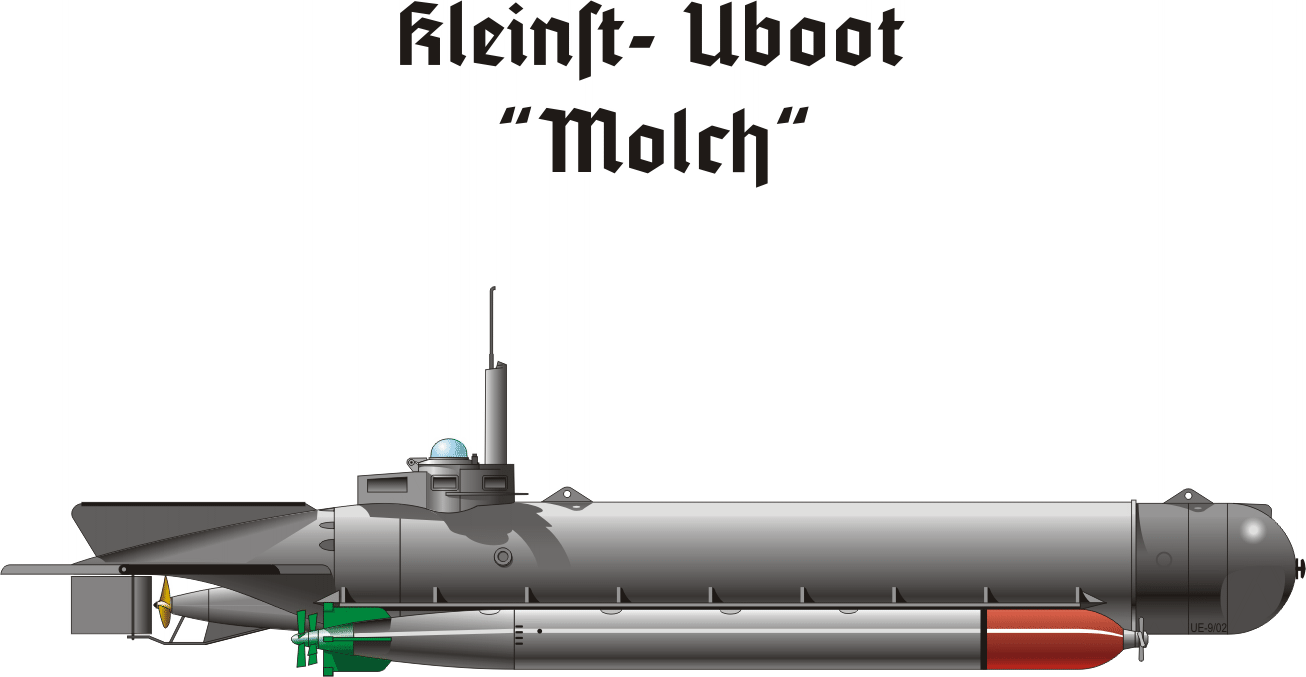
مخطط رسومي لمولك

تم استخدام موك لأول مرة في البحر الأبيض المتوسط ضد «عملية دراغون» للحلفاء في عام 1944. كانت الغواصات جزءًا من أسطول كيه-فيرباند 411. في ليلة 25 سبتمبر هاجموا بوارج الحلفاء، [بحاجة لتوضيح] وتم فقدان عشرة من أصل 12 غواصة مولك في الأسطول. بعد فترة وجيزة، غرق الاثنان المتبقيان بقصف الحلفاء قبالة ساحل سانريمو.
تم إرسال أساطيل مولك الأخرى إلى هولندا في ديسمبر 1944، لكنها لم تنجح أيضًا. من يناير إلى أبريل 1945، خرجت غواصات مولك وبايبر في 102 طلعة، وفقدت سبعين من غواصاتها ولم تغرق سوى سبع سفن صغيرة. بسبب عدم فعالية مولك في العمليات القتالية، تم استخدامها لاحقًا كسفينة تدريب للغواصات القزمية المتقدمة.